# Macroclinium aduncum
Macroclinium aduncum är en orkidéart som först beskrevs av Robert Louis Dressler, och fick sitt nu gällande namn av Dodson. Macroclinium aduncum ingår i släktet Macroclinium och familjen orkidéer.
Artens utbredningsområde är Peru. Inga underarter finns listade i Catalogue of Life.